# Tok&Stok
Tok&Stok é uma empresa varejista de móveis e decoração, fundada São Paulo em 1978, por Régis e Ghislaine Dubrule e desde 2012 parte do Grupo Carlyle.
Em 2019, a empresa possuía 54 lojas e 5 quiosques espalhados em 33 cidades por 20 estados do Brasil mais o Distrito Federal.
Em 2022, foi considerada a empresa de varejo mais admirada do Brasil no segmento de móveis, segundo o IBEVAR.

## História
A Tok&Stok surgiu em 1978, fruto do empreendedorismo do casal, Régis e Ghislaine Dubrule, recém-chegado da França ao Brasil. O nome resume bem o conceito inovador que seus fundadores desejavam implantar no país: a palavra “Tok” refere-se ao design arrojado de seus produtos e “Stok” menciona a disponibilidade desses móveis para retirada imediata.
A primeira loja tinha 80m², foi inaugurada em fevereiro de 1978, em São Paulo, na Avenida São Gabriel. O sucesso do empreendimento foi traduzido pela enorme quantidade de aparições na mídia (capas de revistas de decoração) e pela rápida necessidade de expansão física. Com apenas sete meses de funcionamento a loja precisou ampliar sua área para 600m², devido ao crescimento da coleção.
Procurando vender seus produtos de maneira individual, e não “em conjunto” como praticado na época pela maioria das lojas do setor, a empresa proporcionava a seus clientes a montagem de ambientes da maneira que desejassem. Além disso, o sistema aberto permitia ao cliente realizar a decoração de seus espaços conforme a sua disponibilidade financeira.

### Linha do Tempo
- 1979: Lançamento da linha BORG em módulos (móveis compostos por base de madeira clara e almofadas soltas com zíper).
- 1980: Lançamento dos primeiros sofás, com uma linha duplamente inovadora, estrutura de espuma pura, leve e de fácil transporte, além capas removíveis e laváveis de cores variáveis.
- 1982: Constituição de um novo setor remodelado de minimercado, além de imprimir um crescimento considerável na sua coleção.
- 1984: Montagem do primeiro Babystok, um local onde as crianças podiam se divertir acompanhadas de monitores enquanto os pais faziam compras.
- 1987: Lançamento dos produtos da coleção DISFORM, uma editora de móveis com sede em Barcelona que administrava a produção e comercializava produtos de muitos designers espanhóis e internacionais de renome como o francês Phillipe Stark, Perry A. King, Ramon Isern-Gemma Bernal, entre muitos outros. O destaque ficava para os lançamentos da linha Expresso do designer Lars Mathiesen, a cadeira Wendy Wright de Philippe Starck, além da cadeira e da mesa Mephisto, projetadas por Kristian Gavoille.
- 1987: Criação do setor Tok&Stok SOFT, a loja de produtos em tecidos especializada nas roupas da casa. A coleção era desenvolvida em 2 linhas básicas: a linha Vuokko, composta por produtos com padrões exclusivos da marca finlandesa, uma das mais conceituadas e renomadas no setor de design têxtil, e a linha Cotton Line, com a proposta de design colorido e preços mais acessíveis.
- 1988: Lançamento de um grande catálogo técnico-informativo em formato de revista, que podia ser considerado um marco inédito no mercado de móveis no Brasil. Em papel couchê, com quase 50 páginas, intercalando fotos de ambientes decorados com os desenhos dos produtos das edições anteriores, esse catálogo constituía um verdadeiro “guia de compras”, colocado à disposição dos clientes.
- 1989: Lançamento da linha de produtos GARDEN, levando os conceitos de beleza e praticidade também aos móveis de jardim. Eram basicamente poltronas e espreguiçadeiras de madeira laqueada branca; alguns móveis tubulares; e poucas cadeiras e poltronas em polipropileno importadas.
- 1992: Lançamento do segmento de produtos OFFICE, voltados ao escritório.
- 1996: Início da operação de telemarketing - o Tok&Stok Direct - com a implantação de uma estrutura de vendas 0800 receptiva e a criação de um catálogo de produtos bastante completo exibindo todos os códigos dos produtos. Foi criado um serviço de retaguarda para atendimento aos clientes por e-mail.
- 1998: Início de um novo conceito definido para a ambientação das lojas denominado Tok&Stok 21, uma homenagem ao novo século que se aproximava e também à idade da empresa naquele ano. O “estilo 21” era caracterizado por um novo conceito de iluminação e de sinalização, com placas no piso, a predominância do branco, além comunicação visualmente mais “limpa”, destacando também o colorido da gama de produtos exibidos.
- 2001: Lançamento do canal de vendas pela Internet;
- 2004: Lançamento do selo 2 anos de garantia contra defeitos de fabricação, ratificando o compromisso da empresa com a qualidade, uma consequência natural do amadurecimento do processo de desenvolvimento de produtos e do relacionamento com os fornecedores.
- 2008: Apresentação de um novo modelo de loja chamado Tok&Stok Compact, que oferece toda a coleção de acessórios e objetos de decoração para a casa ou escritório em sistema self-service, conjugado ao sistema de venda de móveis pelo site Tok&Stok e ao serviço de Lista de Casamento. Para diferenciar das demais lojas da rede, este novo conceito trazia uma logomarca que representava uma sacola de presente acrescida da palavra compact, ao lado tradicional logotipo da marca. Esse modelo já possui 8 lojas em operação.
- 2012: Em setembro, o Grupo Carlyle adquiriu 60% da Tok&Stok numa transação de aproximadamente R$ 700 milhões.[5]
- 2018: Lançamento dos Quiosques, um novo formato de operação mantendo nosso DNA de inovação. Nesses espaços, o cliente pode adquirir pequenos acessórios e ter um contato mais próximo com os consultores de vendas. Em 2019, existem 5 operações neste modelo.
- 2020: A Carlyle planejou, sem sucesso, a abertura de IPO da empresa.[8][9][10]
- 2024: Anunciada a aquisição da empresa pela Home24, controladora da Mobly – criando uma gigante de cerca de 2 bilhões de reais.[11]

## Crise
Em fevereiro de 2023, frente a uma dívida de cerca 600 milhões de reais, acionou a firma Alvarez & Marsal, especializada em reestruturação de empresas e processos de recuperação judicial. Sem alarde, a rede iniciou um processo de fechamento de lojas em vários estados do país, em especial no Nordeste. A gestora da empresa deve fazer um aporte de R$ 100 milhões, o que pode não ser suficiente para mitigar a crise, segundo especialistas.
Ainda em fevereiro, a Vinci Logística revelou inadimplência de R$ 21,3 milhões com alugueis de um galpão logístico de 67 mil metros quadrados em Extrema (MG), o que quase resultou em despejo. A empresa também possui dívidas com o Shopping Higienópolis, em São Paulo.

Em abril, a credora Domus Aurea – consultoria de serviços de tecnologia –, entrou com pedido de decretação de falência da rede varejista na Justiça de São Paulo alegando insolvência comprovada, visto a dívida de cerca de 4 milhões referentes à conclusão de um projeto. Nos autos, ainda constam a renúncia de cinco executivos nos últimos dois meses.